# Перальта, Хосе Мария
Хосе Мария Перальта (исп. José María Peralta, декабрь 1807 — 6 декабря 1883) — сальвадорский политик, дважды исполнявший обязанности президента страны.
19 января 1859 года президент Мигель Сантин дель Кастильо передал президентские полномочия вице-президенту Хоакину Эуфрасио Гусману, а тот, в свою очередь, 15 февраля передал их Хосе Марии Перальте. 3 марта 1859 года группа военных, протестуя против смещения президента Сантина дель Кастильо генералом Херардо Барриосом, попыталась устроить путч, но не была поддержана другими подразделениями, и путч был подавлен. 12 марта Хосе Мария Перальта передал президентские полномочия генералу Барриосу.
В 1860—1861 годах Перальте вновь пришлось исполнять обязанности президента, пока Херардо Барриос отсутствовал в стране, нанося визит в Гватемалу.